# Король вечеринок 3: Год первокурсника
«Король вечеринок 3» (англ. Van Wilder: Freshman Year) — третий фильм из серии Король вечеринок. Является приквелом к первому фильму. Вышел на DVD.

## Сюжет
Вэн Уайлдер, окончив школу, решает отправиться на неделю в Амстердам вместе со своим отцом, однако тот занят и Вэн Уайлдер отправляется туда один. Вернувшись, он поступает в колледж, который, в семидесятые был самым лучшим с точки зрения вечеринок колледжем в США, сейчас же превращён в элитную школу со строгим религиозным воспитанием. Вэн Уайлдер с друзьями, несмотря на противостояние директора, стараются восстановить старый имидж школы.

## В ролях
- Джонатан Беннетт — Вэн Вайлдер
- Кристин Каваллари — Кэтлин Хейс
- Курт Фуллер — Дин Чарльз Рирдон
- Стив Талли — лейтенант Дирк Арнольд
- Нестор Аарон Эбсера — Фарли
- Ник Никотера — Бенедикт
- Джерри Ши — Стив
- Мередит Жангранд — Иви
- Ирен Кенг — Донгмей
- Линден Эшби — Вэнс Вайлдер-старший